# جزيرة محروس
قرية جزيرة محروس هي إحدى القرى التابعة لمركز أخميم بمحافظة سوهاج في جمهورية مصر العربية. حسب إحصاءات سنة 2006، بلغ إجمالي السكان في جزيرة محروس 18718 نسمة، منهم 9480 رجل و9238 امرأة.

## تاريخها
وردت في سنة 1231 هـ باسم «جزيرة القاعود والعرب»، ثم ألغيت وحدتها وأضيف زمامها في سنة 1277 هـ إلى أراضى ناحية «العزبة والعرب»، وفي سنة 1905 م صدر قرار بفصلها من العزبة والعرب من الوجهة الإدارية باسم «جزيرة محروس»، وفي سنة 1906 صدر قرار آخر بفصلها كذلك من تلك الناحية من الوجهة المالية وبذلك أصبحت قائمة بذاتها.